# Palladius von Saintes

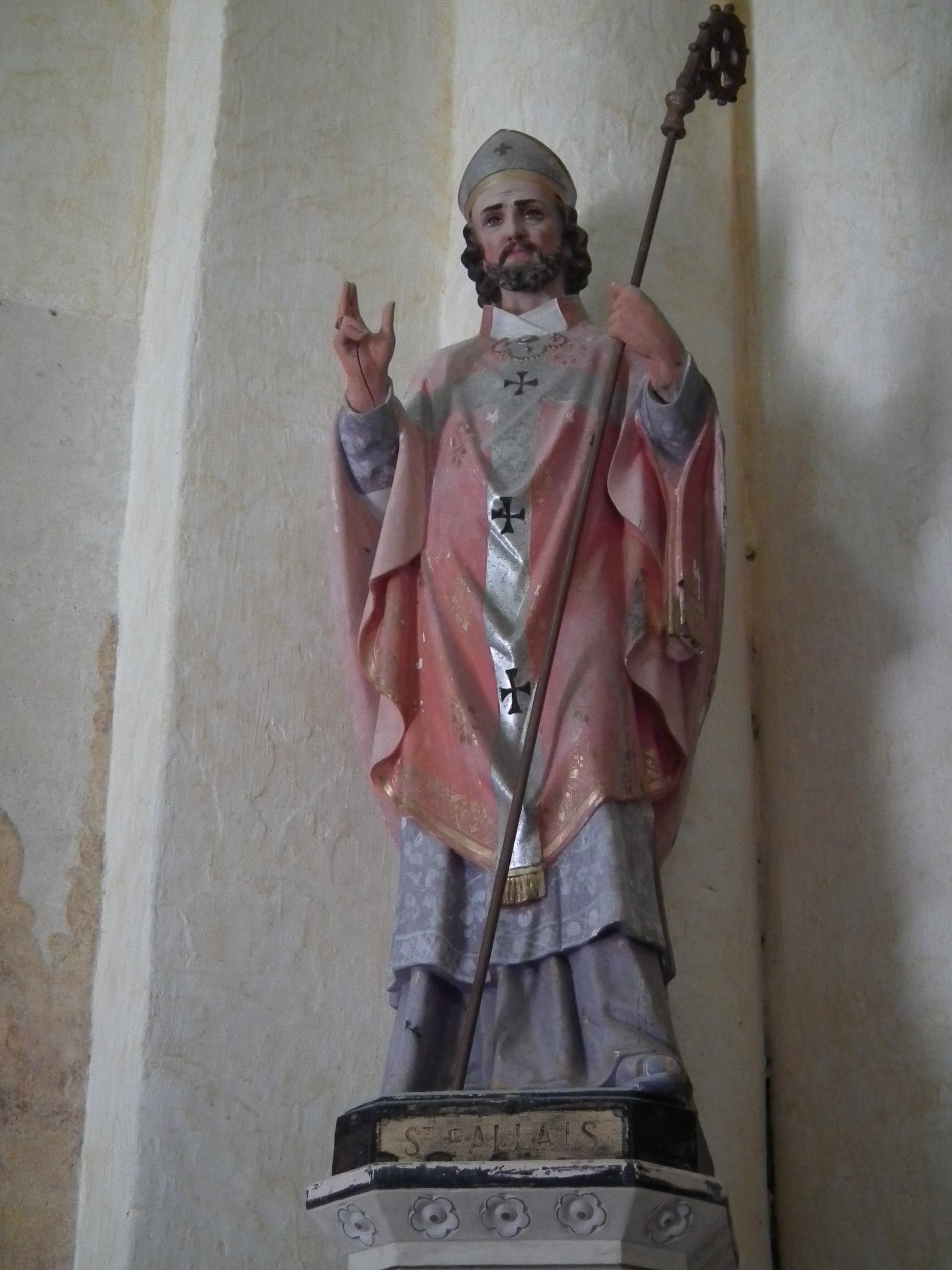
Palladius von Saintes

Palladius von Saintes (französisch Saint-Pallais; * um 530; † um 598) war im ausgehenden 6. Jahrhundert Bischof der südwestfranzösischen Stadt Saintes. Er war einer der ersten hohen Kirchenamtsträger, der die bereits tief im Volksglauben verankerte Reliquienverehrung auch offiziell förderte.

## Leben
Über das Leben des hl. Palladius ist kaum etwas bekannt. Gregor von Tours berichtet, dass er zeitweise in Opposition zum Merowingerkönig Guntram I. stand. So hatte Palladius nicht nur den Usurpator Gundowald unterstützt, sondern auch Chilperich I. Er nahm an den Synoden von Paris (573) und Mâcon (585) teil; auf letzterer wurde sein Verhalten kritisiert. In Saintes ließ er die Gebeine seines entfernten Amtsvorgängers Eutropius exhumieren und zu dessen Ehren eine Kirche erbauen. Von Papst Gregor dem Großen (590–604) erhielt er Reliquien mehrerer Apostel.

## Verehrung
Die heiligmäßige Verehrung Palladius’ ist seit dem 11. Jahrhundert nachgewiesen. Mehrere Kirchen in Frankreich tragen sein Patrozinium. Der Ort Saint-Palais-sur-Mer ist nach ihm benannt. Als sein Todestag gilt der 7. Oktober; sein Gedenktag ist jedoch traditionell meist der 6. September.

## Darstellung
Palladius erlitt kein Martyrium, sondern starb eines natürlichen Todes; er gilt nicht als wundertätig. Insofern wird er nur im Bischofsornat dargestellt; seine Darstellungen müssen – wie die seiner Vorgänger Eutropius und Bibianus – zur Identifizierung namentlich beschriftet sein. Mittelalterliche oder barocke Darstellungen sind nicht bekannt.